# Theodor Maßler
Theodor Maßler (auch: Theodor Massler; * 1. Juli 1844 in Wangen im Allgäu; † 13. April 1910 in Hannover) war ein deutscher Bildhauer.

## Leben

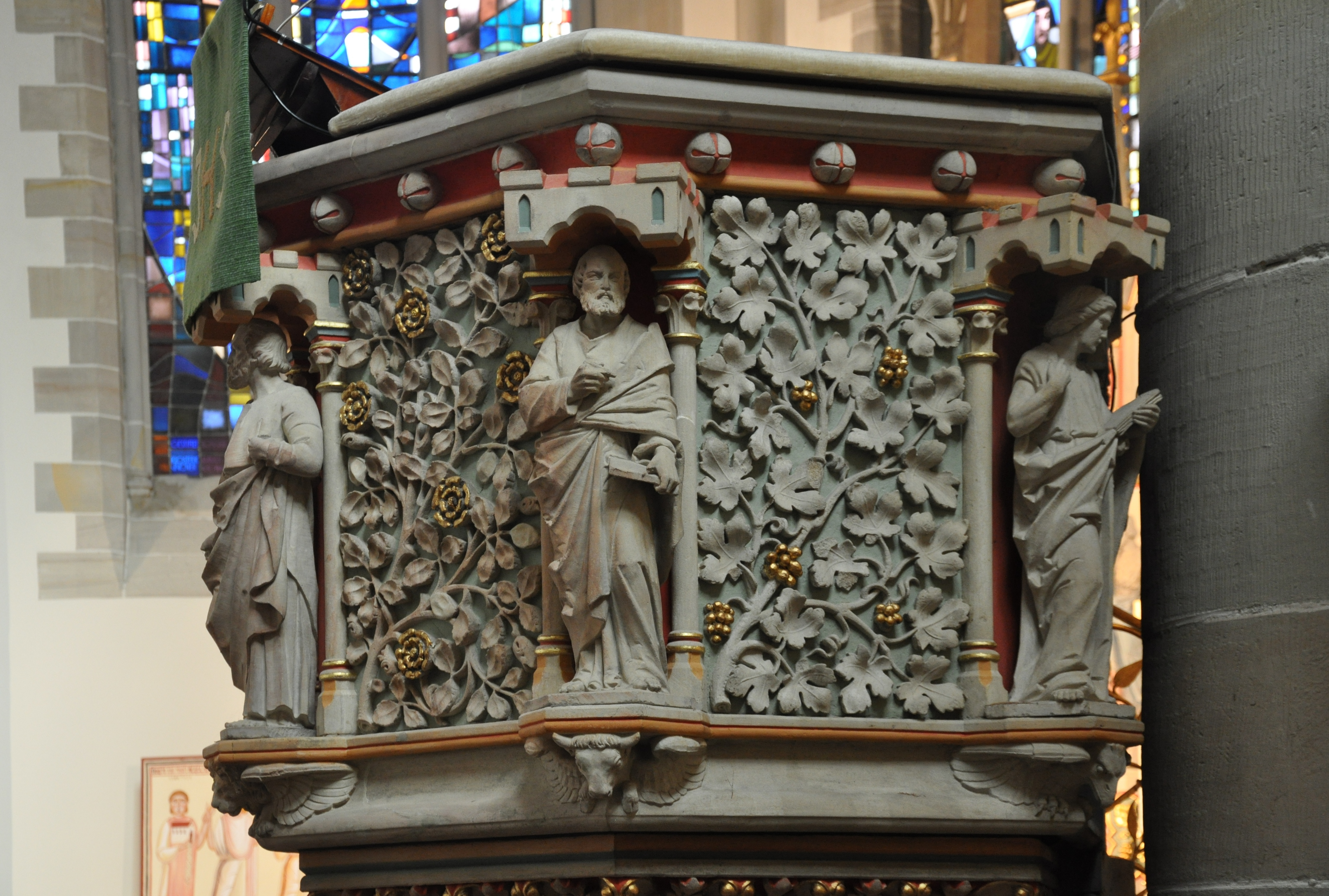
Evangelisten-Skulpturen an der von Eberhard Hillebrand entworfenen Kanzel in der Gartenkirche St. Marien, um 1890 gefertigt von der Firma Maßler & Haller

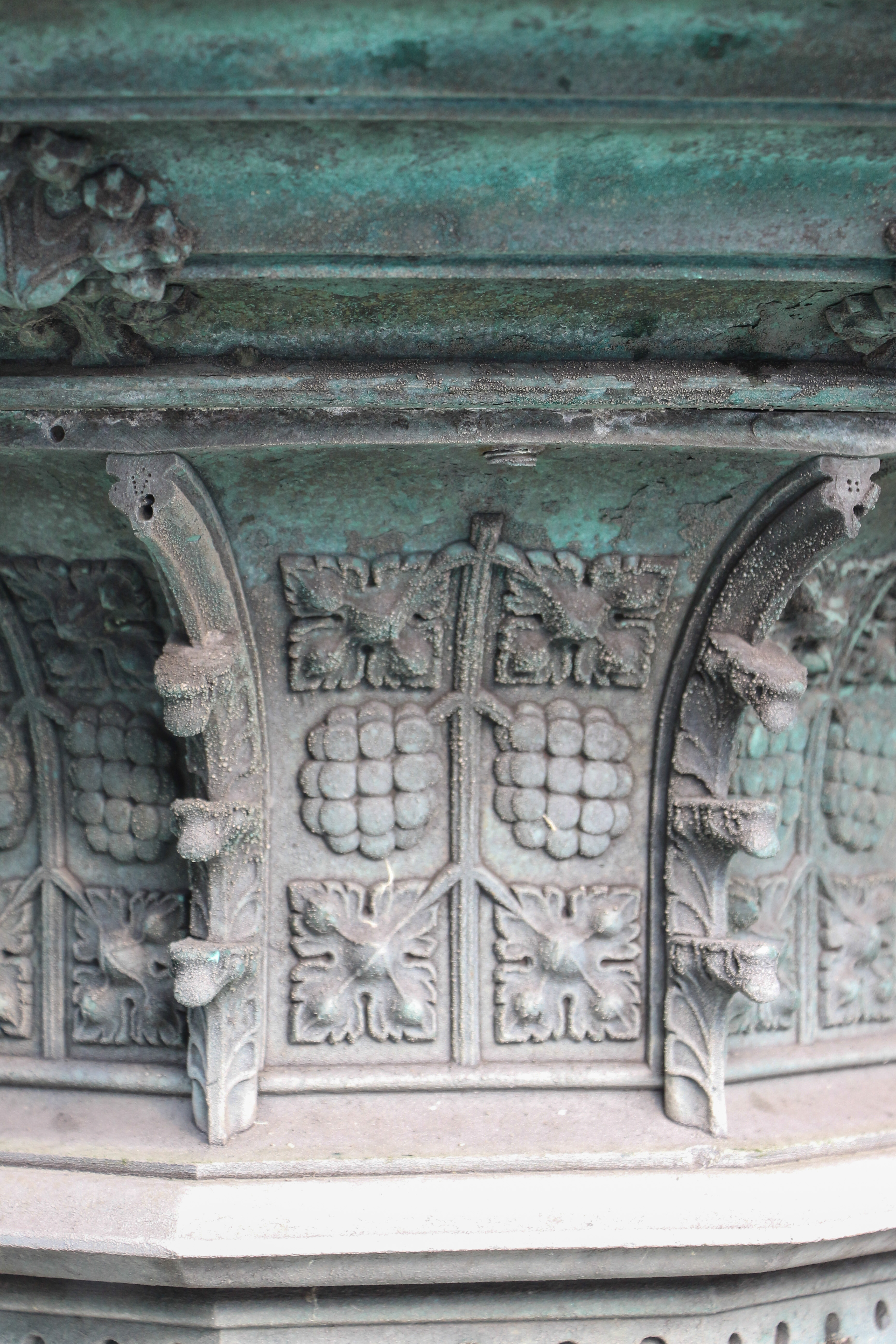
Ornamentik Masslers am Hase-Brunnen auf dem historischen Marktplatz in Hannover

Theodor Maßler ließ sich um 1865 in der Residenzstadt des Königreichs Hannover nieder und betrieb in Hannover zeitweilig ein eigenes Atelier. in der – seinerzeitigen – Friesenstraße 6 in Hannover, Auch ein Atelier in der Hagenstraße 67 war bekannt.
Im Jahr der Ausrufung des Deutschen Kaiserreichs wurde Theodor Maßler am 2. November 1871 als Mitglied mit der Nummer 957 in die Johannis-Freimaurerloge Zum Schwarzen Bär aufgenommen.
Ein Inserat Maßlers 1882 in der Zeitschrift Hannoversches Wochen-Blatt für Handel und Gewerbe verdeutlicht die bereits im 19. Jahrhundert erfolgte Weiterentwicklung der kunsthandwerklichen Bildhauerei von den überlieferten Materialien:

„Stuckmasse. Neuestes Material für innere Decoration. Vorzüge vor Gipsstuck sind: bedeutendere Härte; ganz geringes Gewicht und daher dauerhafteres Ansetzen; sofortiges Trockensein zum Bemalen; leichter versendbar und billiger [...] Die Stuckmasse wird in Hannover einzig und allein von mir verarbeitet und ersuche ich die geehrten Herren Architekten, Maurermeister und Bauherren, sich von diesem neuesten Material gefälligst zu überzeugen in meinem Atelier.“

Im Jahr 1895 wurde Maßler Mitglied der hannoverschen Künstlergemeinschaft Bauhütte zum weißen Blatt. Um seine Verbundenheit mit dem Architekten Conrad Wilhelm Hase und dessen Kunstauffassung auszudrücken, beteiligte sich Maßler mit eigenen Werken an der zum 80. Geburtstag Hases veranstalteten Ausstellung mit Zeichnungen und Exponaten im Künstlerhaus Hannover.

## Werke

### Plastische Arbeiten
Theodor Maßler schuf neben Altären, Altargeräten, Kanzeln, Leuchtern, Taufsteinen und Bauskulpturen, darunter Holz-, Stein-, Metall- und Gipsarbeiten für Kirchen von Conrad Wilhelm Hase und seine Schüler, darunter
- sechs Skulpturen am Kanzelkorb der Kirche St. Jacobi in Göttingen[3]

unter anderem
- 1865–1866 in Bücken, in der Stiftskirche St. Materniani et St. Nicolai während der Restaurierung unter dem Architekten Adelbert Hotzen und dem Bauleiter Werner Schuch ornamentalen Gipsfußboden im Chor, nach einem Entwurf von Werner Schuch[1]
- 1866–1869 in Bassum während der Restaurierung der Stiftskirche unter dem Architekten Conrad Wilhelm Hase nach einem Entwurf des Kirchenmalers Heinrich Ludger Schröer Intarsienfußboden aus Hochbrandgips[6]
- 1872 in Hannover für den Stadtfriedhof Engesohde: Grabmal für den Schauspieler Karl August Devrient (1797–1872), während das Porträtrelief aus Marmor von Heinrich Friedrich Brehmer stammt[1]
- 1875–1876 in Wietzendorf, für den von Conrad Wilhelm Hase entworfenen Neubau der Kirche St. Jacobi: Altar und Kanzel[1]
- 1876–1879 in Gelnhausen, während der Restaurierung der Marienkirche nach dem Entwurf von Carl Schäfer und der Ausführung durch Heinrich von Schmidt: Ergänzung abgeschlagener Teile am Hauptportal durch Maßler[1] sowie Anfertigung von Gipsabgüssen[7]
- 1878 in Hannover für die dortige Kunstgewerbe-Ausstellung: Ausführung der Stuckarbeiten für die von Christoph Hehl entworfene Musterküche[1]
- 1878–1880 in Tostedt: Altar von Maßler für den von Conrad Wilhelm Hase entworfenen Neubau der Kirche St. Johannis Baptist[1]
- 1881 für Hannover, Marktplatz: Maßler schuf die Modelle der Ornamentik für den von Conrad Wilhelm Hase entworfenen Marktbrunnen, deren Figuren durch Hermann Schaper entworfen, von Wilhelm Engelhard ausgeführt und in Bronze von der Firma H. Gladenbeck & Sohn gegossen wurden[8]
- 1885 Ausführung eines von dem Künstler Max Kolde entworfenen Buchdeckels mit floralem Schmuck in Holz[1]
- 1889–1890 in Delitzsch, neogotische Umgestaltung der Stadtkirche St. Peter und Paul unter Conrad Wilhelm Hase, bei der Restaurierung des Hauptaltarretabels: ornamentale Schnitzereien[9]
- um 1889: reiche Holzschnitzereien für die Villa Lehmann, die für den Hauptmann Ernst Lehmann am Friedländer Weg 30 in Göttingen errichtet wurde[10]
- um 1890 in Hannover, Gartenkirche St. Marien, Fertigung der durch Eberhard Hillebrand entworfenen Kanzel von der Firma Maßler & Haller
- 1897 oder früher, Theodor Maßler gemeinsam mit dem Hamburger Architekten Martin Haller: Modell für das Provinzialmuseum in Hannover[11]
- 1897 oder früher, durch „Th. Maßler u. Haller“: Sämtliche Gegenstände der inneren Ausstattung der Garnisonkirche in Torn, in der die Gebrüder Sievers aus Hannover die dekorative Wandbemalung vornahmen[12]
- 1899–1901 in Uelzen für die unter dem Architekten Conrad Wilhelm Hase erfolgte Restaurierung der Stadtkirche St. Marien: Pfeilerkapitelle und Altarfiguren durch Theodor Maßler[1]
- 1902 in Schwarmstedt: Ausstattungen während der von dem Architekten Eduard Wendebourg geleiteten Restaurierung der Kirche St. Laurentius[1]
- 1906 für Nettetal und die dortige Kapelle von Schloss Krickenbeck: Masslers Altarfiguren des Heiligen Nikolaus und des St. Hubertus, die die Familie von Schaeßberg während des Zweiten Weltkrieges im Jahr 1943 auf ihr Schloss Tannheim rettete, konnte nach einer Einigung mit der WestLB im Jahr 2005 in die Nettetaler Kapelle zurückkehren[13]

Daneben schuf er die Gipsmodelle für das Reichspostmuseum zu den Postgebäuden in Bielefeld (1877), Emden (1879), Münster (1880), Osnabrück (1881), 

### Veröffentlichungen
- Steinmetzarbeiten. Marienkirche zu Gelnhausen, drei Blatt, Katalog von Gipsabgüssen von Theodor Massler, Hannover: Massler, 1878.
- Gips-Abdrücke der Steinmetz-Arbeiten aus der Marienkirche in Gelnhausen, Mappe mit drei losen Blättern mit Illustrationen, Hannover: Theodor Massler, 1900.
- Naturalistisch gothische Bildhauer-Arbeiten unter Benutzung einheimischer Pflanzen. Modellsammlung ausgeführter Bildhauer-Arbeiten für Architekten, Bildhauer, Maler, sowie für das ganze Kunstgewerbe, sechs Blatt, Hannover: Th. Massler, 1900.

## Archivalien
Archivalien von und über Theodor Maßler finden sich beispielsweise
- im Archiv der Bauhütte Hannover und als solches teilweise im Stadtarchiv Hannover, teilweise im Vereinshaus in der Braunstraße 28 in Hannover